# Villager
Villager je slovenački proizvođač i distributer baštenskih, akumulatorskih i električnih alata, sa sedištem u Ljubljani, Slovenija. Kompanija je osnovana 2005. godine.

## Istorija
Villager je osnovan 2005. godine u Sloveniji. Tokom godina, kompanija se proširila na tržište Evropske unije i uvela različite linije proizvoda. Godine 2014, Villager je osnovao novu kompaniju u Sloveniji, a 2019. osnovao je Villager Romania SRL. Godine 2020, Villager je kupio kompaniju Semenarna doo Slovenija.

## Proizvodi
Proizvodi koje Villager proizvodi i prodaje širom sveta mogu se podeliti u sledeće kategorije:
Akumulatorski alati - Villager proizvodi mnoge proizvode u ovoj oblasti. Pored akumulatorskih odvijača, akumulatorskih udarnih ključeva, akumulatorskih bušilica i akumulatorskih ubodnih testera, Villager nudi razne druge alate kao što su akumulatorske testere, akumulatorske ugaone brusilice, akumulatorske blanjalice, akumulatorske makaze za metal, akumulatorski odvijači, akumulatorske glodalice, aparati za kafu, pa čak i mikrotalasne pećnice. Reprezentativni primer je - Fuse18V
Baštenski alati sa niskom emisijom - Villager u ovoj kategoriji proizvodi baštenske alate koji imaju nisku emisiju štetnih gasova, što ih čini ekološki prihvatljivijim rešenjem za održavanje bašte i spoljašnjih prostora.
Robotske kosilice - Autonomne akumulatorske kosilice. U ovoj kategoriji Villager proizvodi autonomne akumulatorske kosilice koje olakšavaju održavanje travnjaka bez potrebe za stalnim nadzorom. Reprezentativni primer je QUIX.
Baštenski alati za održavanje bašte i spoljašnjih prostora - Villager proizvodi širok spektar baštenskih alata namenjenih za održavanje bašte i spoljašnjih prostora, uključujući električne kosilice, visokotlačne perače, duvače i druge slične alate.
Električni alati - U oblasti električnih alata, Villager proizvodi klasične alate kao što su bušilice, blanjalice, testere, ugaone brusilice, kao i specijalizovane alate za različite korisničke potrebe, od hobista do profesionalaca.
Ručni alati - Villager proizvodi i ručne alate koji su neophodni za različite vrste popravki i majstorskih poslova, pružajući kvalitetna rešenja za svakodnevne potrebe korisnika.

## Angažovanje u zajednici i promocija sporta
Villager je generalni sponzor rukometnog kluba Radnički Kragujevac od osnivanja Villagera. 2024. je produžen ugovor o sponzorstvu.

## Spoljašnje veze
- Zvanični veb-sajt